# Млинок (притока Митви)
Млинок (біл. Млынок) — річка в Білорусі, у Єльському й Наровлянському районах Гомельської області. Права притока Митви, (басейн Прип'яті).

## Опис
Довжина річки 12 км, похил річки 0,92  м/км, площа басейну водозбору 82,7  км². Формується притокою, багатьма безіменними струмками, загатами та частково каналізована.

## Розташування
Бере початок на північно-східній стороні від Рамязи. Тече переважно на південний схід через Дзвіжки, місто Єльськ, село Млинок і впадає у річку Митву, праву притоку Прип'яті.
Населені пункти вздовж берегової смуги: Острів, Бобринь.

## Притоки
Ялінка (ліва).

## Цікавий факт
- У Єльську річку перетинає залізнична дорога та автошлях Р148 (Автошляхи Білорусі, Єльськ — Махновичі).